# 卡爾斯普林斯 (伊利諾伊州)
卡爾斯普林斯（英語：Carle Springs）是位於美國伊利諾伊州德威特縣的一個非建制地區。該地的面積和人口皆未知。

## 地理
卡爾斯普林斯的座標為40°15′13″N 88°58′01″W / 40.25361°N 88.96694°W，而該地的平均海拔高度為223米（即732英尺）。